# Ведерников, Владимир Павлович
Владимир Павлович Ведерников (5 декабря 1933, Верхнеудинск, Восточно-Сибирский край — 20 ноября 2013) — директор Уссурийского локомотиворемонтного завода, председатель исполнительного комитета Уссурийского городского Совета депутатов трудящихся, первый секретарь Уссурийского городского комитета КПСС, глава объединённой администрации Уссурийска и Уссурийского района[когда?]. Почётный гражданин Уссурийского городского округа.

## Биография
В 1952 году, окончил железнодорожный техникум, затем — Львовский политехнический институт.